# Annales des Printemps et Automnes des Dix Royaumes
Les Annales des Printemps et Automnes des Dix Royaumes, également connu sous son titre chinois Shiguo Chunqiu (chinois simplifié : 十國春秋), est une histoire des Dix Royaumes qui ont existé dans le sud de la Chine pendant la période qui prend place après la chute de la Dynastie Tang et avant la réunification de la Chine par la Dynastie Song. Le livre a été écrit et compilé sous la Dynastie Qing, par l'érudit Wu Renchen (c. 1628 – c. 1689). Wu, qui a également participé à la compilation du Mingshi, l'histoire officielle de la Dynastie Ming, estimait que les histoires officielles étaient trop centrées sur les cinq dynasties qui se sont succédé dans le nord de la Chine durant cette période et avaient négligé les Dix Royaumes. Ce livre se compose de 114 volumes

## Contenu
Le livre se compose de 114 volumes portant sur l'histoire des Dix Royaumes:
1. 14 volumes - Wu (907-937)
2. 20 volumes - Tang du Sud (937-975)
3. 13 volumes - Shu antérieur (907-925)
4. 10 volumes - Shu postérieur (934-965)
5. 9 volumes - Han du Sud (917-971)
6. 10 volumes - Chu (907-951)
7. 13 volumes - Wuyue (907-978)
8. 10 volumes - Min (909-945)
9. 4 volumes - Jingnan (924-963)
10. 5 volumes - Han du Nord (951-979)